# По (аеропорт)
Аеропорт По-Піренеї (фр. Aéroport Pau Pyrénées) (IATA: PUF, ICAO: LFBP) — аеропорт, що обслуговує По, Франція. Розташований за 10 км NW від По.

## Авіалінії та напрямки, травень 2021
| Авіакомпанія        | Пункт призначення                                                       |
| ------------------- | ----------------------------------------------------------------------- |
| Air France          | Лілль, Ліон, Париж-Шарль де Голль, Париж-Орлі Сезонно: Ніцца, Страсбург |
| ASL Airlines France | Париж-Шарль де Голль                                                    |
| Chalair Aviation    | Нант                                                                    |
| Twin Jet            | Марсель                                                                 |
| Volotea             | Сезонно: Ніцца                                                          |

## Статистика
Див. джерело запитів Вікіданих та джерела.